# Pudding Fong
Pudding Fong (黄 歩鈴, en chino pinyin: Huáng Bùlíng o Huang Bu Ling, en japonés: Fon Purin) es un personaje de ficción en el anime y manga Tokyo Mew Mew. Es conocida como Kikki Benjamin en Mew Mew Power.

## Historia

### Tokyo Mew Mew
Pudding es vista por primera vez al comienzo del primer volumen, mientras está en el museo, donde distrae a las chicas de molestar a Lettuce Midorikawa. Una de las chicas intenta tirar café sobre Pudding, pero luego es detenida por Zakuro Fujiwara. 
Después de esto, Pudding no aparece de nuevo hasta el final del volumen, y su introducción continúa en el segendo volumen. Mientras Ichigo Momomiya y Masaya Aoyama están en una cita en el zoológico local, se encuentran con Pudding haciendo un espectáculo. Después de la actuación, Pudding se les acerca y exige un cobro de 1000 yenes (alrededor de 10 dólares, dependiendo de la conversión de moneda). Ichigo pone unos viejos caramelos en la mano de Pudding y sale corriendo para conseguir un poco de jugo. Pudding persigue a Ichigo y salta delante de ella con una máscara, causando que sus orejas de gato broten. Pudding quiere orejas de gato propiad y es divagando acerca de ellas cuando se enfrentan a Kisshu. Pudding es izada en el aire por un elefante Chimera Anima e Ichigo está a punto de ser asesinada cuando Mint Aizawa y Lettuce aparecen y distraen a Kisshu para que Ichigo pueda transformarse. Ichigo, Mint, y Lettuce atacan al Chimera Anima, que deja caer a Pudding. Ichigo está a punto de ser aplastada, sin embargo, y Pudding la empuja fuera del camino. Mientras Pudding está a punto de ser aplastada, su Marca Mew Mew en su frente brilla y se transforma en Mew Pudding. Luego usa su Anillo Pudding para capturar a los Chimera Animas en una sustancia gelatinosa. Ichigo entonces hace el movimiento final, volviendo a los animales de vuelta a la normalidad.

### Tokyo Mew Mew à La Mode
Mientras Ichigo se encuentra en Londres con Masaya, el resto de las Mew Mews se quedan para luchar contra los Chimera Animas. Mint está furiosa que ella y el resto de las Mew Mews están más ocupadas derrotando Chimera Animas desde que Ichigo se fue. Todas las Mew Mews están de acuerdo, pero ellas no están tan enojadas, como Mint.
Pudding es una de las Mew Mews que conocen a Berry Shirayuki en su forma Mew Mew. Cuando Ichigo regresa, ella y el resto de las Mew Mews se transfieren a la escuela de Berry para que todo el grupo pueda estar junto si un enemigo aparece.
Más tarde, los Cruzados de Santa Rosa le lavan el cerebro a la gente para hacerles creer que Berry es una Mew Mew malvada, arruinando Tokyo Mew Mew. Sin embargo, Pudding y las demás permanecen a su lado.

### Anime
La introducción de Pudding en el anime en el episodio siete de Tokyo Mew Mew ("Pudding entra en escena - ¡Las Orejas y la Cola son Parte del Acto!) 
Ichigo está llevando alimentos a casa cuando se sienta a descansar en un banco. Mientras que ella está allí, una chica llamada Pudding comienza a realizar trucos delante de ella. Después de que ha terminado, Pudding demanda propina, por lo que Ichigo pone un poco de caramelo viejo en su mano y sale corriendo. Enojada, Pudding saca un tiburón de su sombrero. Ichigo se asusta y sus orejas y cola del gato salen hacia fuera. Pudding desea desesperadamente orejas de gato y no dejará en paz a Ichigo hasta que le diga cómo obtenerlas. Ichigo le dice a Pudding que con el fin de obtener orejas de gato, ella tiene que correr alrededor del parque sobre su bola. Pudding obedece y mientras ella está haciendo esto, Ichigo sale corriendo. Más tarde, Pudding encuentra a Ichigo y la persigue. Ichigo se enoja y le dice a Pudding que se vaya a casa. Más tarde, Ichigo se siente mal por regañar a Pudding con tanta dureza, por lo que se remonta al parque para encontrarla. Cuando llega allí Kisshu está tratando de tomar el espíritu de Pudding. Las Mew Mews se presentan y tratan de detenerlo, pero no pueden cuando usa un parásito para se una con el espíritu de una mujer para formar un Chimera Anima lagarto con talento en la samba. Están a punto de ser atacadas de nuevo cuando Pudding salta en frente del ataque con una brillante Marca Mew Mew en la frente y orejas de mono. Pudding es extática, debido a sus oídos nuevos y los llama orejas de gato, pero Ichigo le dice que no es orejas de gato, y Pudding está un poco decepcionada. Masha escupe un medallón, lo que permite a Pudding transformarse en Mew Pudding y derrotar al Chimera Anima. 

### Mew Mew Power
En Mew Mew Power, Kiki está relacionada con lo mismo, excepto que cuando Kiki le pide a Zoey que le de algo (refiriéndose a una propina), Zoey responde con: "¡Un consejo: Di no a las drogas y nunca abandones la escuela!".
La adaptación Americana del episodio de introducción de Kiki implica que ella no tiene un hogar, pero después 4Kids arregló el error al introducir personajes que confirman que esto no es cierto.

## Personalidad
Pudding es una niña hiperactiva, y llena de vida a la que le gusta actuar en y hacer espectáculos. Ella usualmente se refiere a sí misma en tercera persona (un ejemplo puede ser: "Pudding quiere jugar." en lugar de: "Quiero jugar.") y pone "na no da" al final de casi todas sus oraciones en el manga y anime japonés, como un tipo de frase célebre. Esta frase normalmente es usada en los personajes divertidos, como Hamtaro, y Ryuichi Sakuma de Gravitación. Su hermana menor, Heicha, hace lo mismo. En el Café Mew Mew, Pudding hace acrobácias mientras es una camarera, y normalmente rompe cosas por hacer esto. Balancearse en una bola gigante, lanzar fuego por su boca y girar platos en largas varas son algunos ejemplos de sus acrobácias. Pudding es un poco ingenua, y porque ella es joven ella no puede comprender varias cosas sobre las Mew Mews. Ella prefiere que las cosas sean simples y puede pensar soluciones para casi todos los problemas.
Se cree que está enamorada de tart porque este le salva la vida y en el episodio final dice "ahora que estas aquí animando seré mucho más fuerte" sin mencionar lo mal que se puso cuando este cayó desmayado.

## Familia
La posible razón por la que Pudding hace espectáculos y rápidamente pide propina después de que ella termina con el espectáculo es porque ella necesita ganar dinero para cuidar de su familia después de la muerte de su madre y su padre está en una peregrinación para practicar artes marciales.
Pudding cuida mucho de su familia, atesorando los recuerdos de su madre y es muy defensiva de los efectos personales de su madre. Pudding tiene cuatro hermanos y una hermana: Hanacha, Chincha, Lucha, Honcha, y Heicha, y un mono mascota llamado Ah-Nin (en el manga). Aunque su madre murió, su padre nunca está en casa, y ella tiene que cuidar de sus hermanos y ganar dinero para su familia, sin embargo, ella sigue manteniendo su personalidad dulce e infantil, como si se las arreglara con la responsabilidad y la tensión. En el anime, Pudding se preocupa profundamente por la maestra de Heicha, porque la maestra le recuerda a Pudding su madre fallecida. En el episodio 20, Pudding se enferma, pero se concentra en seguir cuidando a su familia. Cuando Pudding lleva a Heicha al gardín de niños, cae, la maestra de Heicha la revisa y descubre que aún tiene fiebre y lleva a Pudding a su casa. Cuando llegan a la casa de Pudding, Taruto roba el espíritu de la maestra y crea a un Chimera Anima. Pudding, al descubrir que Taruto robó el espíritu de la maestra, le dice que no lo perdonará, se transforma en Mew Pudding, y derrota al Chimera Anima, pero se desmaya por la fiebre y agotamiento. Después de despertar y curarse, la maestra le dice a Pudding que de ella puede llevar a Heicha al gardín de niños de en ese momento en adelante y así Pudding podría relajarse un poco más, pero Pudding le responde que no lo haga, porque así ella ya no sería capaz de verla, y Pudding le pregunta a la maestra: "¿Podrías fingir ser mí mamá por ahora?". Cuando la maestra acepta, Pudding se arrecuesta su cabeza en el regazo de su nueva "madre". Ella tenía fuertes sentimientos de amor por su verdadera madre, por la cual, después de recordar que ya no volverá, ella llora.

## Romanización
En la versión Japonesa del manga, el nombre de Pudding se escribe en katakana y en Chino. Cuando ella está en su forma Mew Mew, su nombre se escribe en katakana, y cuando ella es "normal", su nombre se escribe en chino. Esto debe ser para que ella pueda esconder su identidad como Mew Pudding, y por énfasis, ya que es común escribir palabras Japonesas y Chinas en katakana. Debido a la diferencia de los sistemas de escritura, esto fue omitido en la versión en inglés y español, ya que en los lenguajes de inglés y español solo hay un sistema de escritura. Por esto, los fanáticos quienes solo han visto la versión en inglés o español podrían encontrar extraño que nadie descubra su identidad.

## Armas y habilidades
Su ADN es fusionado con el de un Tamarino León Dorado, lo cual le da sentido a que ella sea muy acrobática. Al principio, ella cree que su ADN fue fusionado con el de un león. En el anime, en un pánico de sacrificarse a sí misma para salvar a las demás Mew Mews, ella crea una pared gigante de piedra, lo cual significa que su elemento es la tierra.

### Tokyo Mew Mew
- Arma: Anillo de Pudding
- Ataque: Ribbon Pudding Purin Inferno

En el manga, Pudding no dice "Listón" en su ataque, a menos de que ella ataque con las otras Mew Mews. El ataque atrapa a los Chimera Animas en un tipo de sustancia gelatinosa, similar a un flan. Esta parece ser comestible, al menos para Masha.
- Arma (solo en el manga): Bastón de Agua Mew
- Ataque (solo en el manga): Ribbon Auqa Dust

- Arma: Anillo de Pudding
- Ataque: Extensión de Poder Mew

Este ataque solo es usado en el volumen siete del manga con Mint, Lettuce y Zakuro para darle tiempo a Ichigo en la batalla contra Deep Blue.
- Arma: La Pierna de Pudding
- Ataque: Patada de Pudding

Este ataque es usado para patear uno de los muchos Chimera Animas en el episodio 41.

### Mew Mew Power
- Arma: Pandereta Dorada
- Ataque: Trinchera de Pandereta

Su ataque atrapa a los Predácitos en una estasis de energía amarilla.

## Canciones características
Pudding tiene dos canciones características cantadas por Hisayo Mochizuki, quien es la actriz de voz de Pudding:
- Sí Sí Sí - Tocada en el episodio 20
- Risueña - Tocada en el episodio 40

- Datos: Q3410531